# Hepomadus tener
Hepomadus tener is een tienpotigensoort uit de familie van de Aristeidae. De wetenschappelijke naam van de soort is voor het eerst geldig gepubliceerd in 1884 door Smith.